# International Organization for the Study of the Old Testament
Die International Organization for the Study of the Old Testament (IOSOT) ist eine internationale Gesellschaft von Alttestamentlern. Sie wurde am 2. September 1950 auf einem von der niederländischen Oudtestamentisch Werkgezelschap einberufenen  Kongress von Alttestamentlern in Leiden, zunächst unter der Bezeichnung "The International Organization of Old Testament Scholars", gegründet, um dauerhaft ein Forum für den internationalen und überkonfessionellen Austausch in der alttestamentlichen Wissenschaft zu bieten, dessen Notwendigkeit in Europa nach dem Zweiten Weltkrieg unabweisbar war.
Die Organisation kennt keine formale Mitgliedschaft und beschränkte sich von Anfang an auf zwei Ziele: Die Durchführung internationaler Alttestamentlerkongresse und die Herausgabe einer internationalen Zeitschrift für das Alte Testament. Die IOSOT-Kongresse finden seitdem in einem regelmäßigen dreijährigen Turnus statt. 
Die von der IOSOT herausgegebene Zeitschrift erscheint seit 1951 unter dem Titel Vetus Testamentum  vierteljährlich und ist bis heute eine der wichtigsten Zeitschriften des Fachgebiets. Sie enthält Artikel und Rezensionen in Englisch, Deutsch und Französisch. Seit 1953 wird sie durch eine Monographienreihe, Supplements to Vetus Testamentum, ergänzt, in der auch die Kongressbände zu den IOSOT-Kongressen erschienen, beginnend mit dem Band zum ersten IOSOT-Kongress 1953 in Kopenhagen, der zugleich der erste Band der Reihe war.

## Liste der Kongresse und Präsidenten
| Nr. | Ort          | Datum                          | Präsident                         |
| --- | ------------ | ------------------------------ | --------------------------------- |
| 1.  | Kopenhagen   | 25. – 28. August 1953          | Edith Bentzen-Smith               |
| 2.  | Strasbourg   | 27. August – 1. September 1956 | Roland de Vaux                    |
| 3.  | Oxford       | 31. August – 5. September 1959 | Godfrey Rolles Driver             |
| 4.  | Bonn         | 26. – 31. August 1962          | Martin Noth                       |
| 5.  | Genf         | 22. – 28. August 1965          | Johann Jakob Stamm                |
| 6.  | Rom          | 15. – 19. August 1968          | Roderick Andrew Francis MacKenzie |
| 7.  | Uppsala      | 8. – 12. August 1971           | Helmer Ringgren                   |
| 8.  | Edinburgh    | 18. – 23. August 1974          | George Wishart Anderson           |
| 9.  | Göttingen    | 21. – 26. August 1977          | Walther Zimmerli                  |
| 10. | Wien         | 24. – 29. August 1980          | Walter Kornfeld                   |
| 11. | Salamanca    | 28. August – 2. September 1983 | Luis Alonso Schökel               |
| 12. | Jerusalem    | 24. – 29. August 1986          | Benjamin Mazar                    |
| 13. | Leuven       | 27. August – 1. September 1989 | Christianus Brekelmans            |
| 14. | Paris        | 19. – 24. Juli 1992            | André Caquot                      |
| 15. | Cambridge    | 16. – 21. Juli 1995            | John Adney Emerton                |
| 16. | Oslo         | 2. – 7. August 1998            | Magne Sæbø                        |
| 17. | Basel        | 5. – 10. August 2001           | Ernst Jenni                       |
| 18. | Leiden       | 1. – 6. August 2004            | Arie van der Kooij                |
| 19. | Ljubljana    | 15. – 20. Juli 2007            | Jože Krašovec                     |
| 20. | Helsinki     | 1. – 6. August 2010            | Raija Sollamo                     |
| 21. | München      | 4. – 9. August 2013            | Christoph Levin                   |
| 22. | Stellenbosch | 4. – 9. September 2016         | Johann Cook                       |
| 23. | Aberdeen     | 4. – 9. August 2019            | Joachim Schaper                   |
| 24. | Zürich       | 8. – 12. August 2022           | Konrad Schmid                     |
| 25. | Berlin       | 11. – 15. August 2025          | Bernd Schipper                    |
| 26. | Rom          | 10. – 14. Juli 2028            | Peter Dubovsky                    |